# Bumi Sari (Ujan Mas)
Bumi Sari is een bestuurslaag in het regentschap Kepahiang van de provincie Bengkulu, Indonesië. Bumi Sari telt 1611 inwoners (volkstelling 2010).